# Gnetophyta
Gnetophyta, divizija golosjemenjača (Gymnospermae) s tri roda Gnetum, Welwitschia i Ephedra, svaka u svojoj zasebnoj porodici, s ukupno oko 70 vrsta.
Rod Welwitschia s tek jednom vrstom Welwitschia mirabilis, je najmanji a raste jedino na jugozapadnom priobalju Afrike.

## Opis
Gnetophyte su mala skupina golosjemenih vaskularnih biljaka koje su predstavljene s tri živuća roda: Ephedra, Gnetum i Welwitschia. Postoji 65 vrsta u rodu Ephedra, 30 ili više u Gnetumu, a samo 1 u Welwitschia. Tri roda pokazuju veliku raznolikost u golemoj raznolikosti oblika i veličina među različitim vrstama.

### Osnovne značajke
Većina vrsta Ephedra su razgranati grmovi (ili rijetko mala stabla), dok su druge nalik na lozu, često se penju preko druge vegetacije. Vrste su rasprostranjene u suhim i hladnim područjima na istočnoj i zapadnoj hemisferi. Na zapadnoj hemisferi Ephedra se pojavljuje u pustinjskim područjima na jugozapadu Sjedinjenih Država, u dijelu Meksika i na širokom području u Južnoj Americi. Na istočnoj hemisferi vrsta se javlja u Kašmiru na nadmorskoj visini od 5 300 metara, najvišoj nadmorskoj visini poznatoj za bilo koju vaskularnu biljku. Vrsta Ephedra poznata kao “ma huang” bila je uobičajeni lijek u Kini tisućama godina. Djelotvorni proizvod, efedrin, propisuje se kao dekongestiv; lijek efedrin sada se proizvodi sintetski. Fragmenti stabljike vrste Ephedra u jugozapadnim Sjedinjenim Državama i u Meksiku koriste se u pripravku poznatom kao mormonski čaj, meksički čaj ili pustinjski čaj.
Većina od 30 vrsta Gnetuma su liane koje se penju visoko na drveće tropskih kišnih šuma u središnjoj Africi, Aziji, sjevernoj Južnoj Americi i otocima između Australije i Azije. Neke vrste, kao što je G. gnemon, su stabla visoka oko 9 metara. Listovi su veliki, poput listova mnogih cvjetnica. Sjemenke se jedu kuhane ili pečene, a jedu se i mladi listovi.
Najneobičniji i zemljopisno ograničen gnetofit je Welwitschia mirabilis, koja nije nalik nijednoj drugoj poznatoj biljci na svijetu. Pojavljuje se u Namibu, pustinji jugozapadne Afrike u blizini obale Angole i Namibije, kao i u unutrašnjosti do oko 150 km. Biljka ima samo dva velika, stalna, lučna lista; cijepaju se, a vrhovi umiru kad dodirnu vrući pijesak. S obzirom na sušnost Namiba, gdje se oborine kreću od nula do 51 mm godišnje, nije jasno kako biljka dobiva dovoljno vode da zadovolji svoje potrebe. Postoji glavni korijen koji se može protezati prema dolje za 1,5 metara ili više prije nego što se podijeli u brojne tanke korijene, koji moraju crpiti vodu koja nije dostupna drugim biljkama u pustinji.

### Oblik i funkcija
Stabljika. Izgledno stabljike nalikuju stabljikama roda Equisetum. Listovi su raspoređeni u parovima na stabljici ili u po tri pršljena sa svojim bazama koje tvore ovojnicu oko stabljike u čvoru. Glavnina fotosinteze odvija se u zelenim stabljikama. Smanjenje površine lišća može biti povezano s nužnošću smanjenja gubitka vode kroz proces transpiracije, što je preduvjet za postojanje u pustinjskom okruženju. Stabljike Gnetuma manje su upečatljive, iako jedna vrsta svoje glavne listove proizvodi na kratkim bočnim granama (kratki izbojci).
Stabljika Welwitschije u zrelosti je kratka široka krošnja, često razgranata u tri točke rasta i uglavnom skrivena lišćem.
Jedna od fizičkih značajki koje razlikuju gnetofite od ostalih odjela golosjemenjača je prisutnost žila u ksilemu. Traheja je uzdužni niz stanica, zvanih “članovi traheje”, koji imaju nekoliko do mnogo kružnih perforacija na krajnjim stijenkama u zrelosti, osiguravajući učinkovit put za kretanje vode u tijelu biljke. Posjedovanje posuda također je karakteristično za biljke cvjetnice (angiosperme) i dovelo je do nagađanja da su gnetofiti, posebice Gnetum, možda bili bliski predacima nekih angiospermi.
Lišće. Listovi Ephedra, Gnetum i Welwitschia izrazito su različiti u obliku i venaciji i daju morfološke karakteristike koje su definitivne za svaki od rodova.
Listovi većine vrsta Ephedra smanjeni su ili nalik ljuskama, iako kod nekih vrsta mogu narasti do 3 cm u duljinu. Listovi većine vrsta imaju dvije primarne žile, koje su povezane s dva aksijalna vaskularna snopa stabljike.
Listovi Gnetuma nalikuju listovima angiospermi (cvjetnica) po obliku, strukturi i žilicama. Dva lista u čvoru su široka i imaju sustav perastih žilica (jedna srednja žilica s bočnim sekundarnim žilicama koje idu do ruba lista) i mrežu manjih žilica. Starije stabljike postaju tvrde stvaranjem drva (sekundarni ksilem).
Uočljiva vegetativna značajka Welwitschije je prisutnost dva velika trajna lista. Kada sjeme klija, pojavljuju se dva sjemena lista (supke), nakon čega se stvaraju dva trajna lista. Tu su i dva neugledna lista nalik ljuskama koja se nalaze iznad vrha stabljike. Ubrzo nakon razvoja dvaju glavnih listova, aktivnost rasta se pomiče s vrha stabljike (apikalni meristem) na baze dvaju trajnih listova. Rast u ovoj regiji odvija se u meristematskoj zoni, koja dodaje tkivo na dnu svakog lista. Ovaj razvoj rezultira dvousnom krunom, a kasnije kružnim konkavnim diskom nadvišenim trakom meristematskog tkiva, koje nastavlja pridonositi novom tkivu dvama velikim listovima. Stoga se rast velvičije pomaknuo s razvoja visine na razvoj dvaju listova prema van. Listovi se održavaju bazalnim meristemom brzinom od 8 do 15 cm godišnje. Listovi kod starih biljaka postaju rascijepljeni i izlizani. Prijavljeno je da list jednog diva ima neprekinutu širinu od 1,8 metara i duljinu od 6,2 metra, od čega je 3,7 metara bilo od živog tkiva. Procjenjuje se da su neke biljke stare 1500 do 2000 godina.
Nije pouzdano poznato kako biljka s golemim lišćem kao što je Welwitschia može postojati u pustinji i vršiti fotosintezu ako pore (stomati) lista ostaju otvorene tijekom dnevne vrućine. Ima i oko 100 dana kratkotrajne jutarnje magle. Voda se nakuplja na lišću i smatra se da ulazi u njih, iako taj proces nikada nije dokazan. Nedavno je pokazano da se CO2 apsorbira tijekom dnevnog svjetla kroz otvorene puči, što dovodi do ogromnog gubitka vode transpiracijom u svrhu hlađenja površine lista.

### Reproduktivne strukture i funkcije
Reproduktivne strukture gnetofita sadržane su unutar strobila ili češera. Većina vrsta je dvodomna; tj. jedna pojedinačna biljka proizvodi češere koji proizvode pelud ili sjemenke, koji se nazivaju mikrosporangijatni i megasporangijatni strobili. Dvije su vrste strobila u osnovi iste, sastoje se od nasuprotno raspoređenih brakteja u čijim su pazušcima kratki plodni izdanci.
Kod Ephedre svaki plodni izdanak peludnog stošca sastoji se od izdužene modificirane strukture, mikrosporofila ili mikrosporangiofora, koji završava grozdom Sporangija, zvanim mikrosporangiji, u kojima se nalaze haploidne reproduktivne stanice (spore). Mikrosporangiji su okruženi parom brakteola (listovi nalik ljuskama). Mejotičke diobe u stanicama mikrosporangija stvaraju haploidna polenova zrnca.
Kada se izluče iz mikrosporangija, peludna zrnca (ili muški gametofiti) sastoje se od pet stanica unutar stijenke peludnog zrna. Peludna zrnca imaju oblik čamca, s uzdužnim grebenima i brazdama koje se protežu od jednog do drugog kraja zrna. Pelud ove vrste identificiran je u fosilnim zapisima od permskog razdoblja (prije 298,9 milijuna do 252,2 milijuna godina) do danas.
Megasporangijatni, ili sjemenotvorni, strobili (ženski češeri) sastoje se od nasuprotno uparenih brakteja u čijim se pazušcima nalaze plodni izdanci koji se sastoje od uparenih brakteola koje okružuju ovul — preteču sjemena. Jajna stanica sastoji se od delikatne unutarnje ovojnice, zvane integument, koja obuhvaća tkivo (nucellus) u kojem se stanica mejotski dijeli da proizvede niz haploidnih stanica koje se nazivaju megaspore. Jedna se megaspora uvelike povećava i prolazi kroz mitotske diobe, stvarajući više jezgri koje nisu okružene zidovima. Nakon što se proizvede 500 do 1000 jezgri, počinju se formirati stanične stijenke, pretvarajući megagametofit (ili ženski gametofit) u staničnu strukturu. Na gornjem kraju formiraju se zaštitne strukture koje nose jajašca zvane arhegonije, a svaka od njih sadrži haploidnu jajnu stanicu.

### Oprašivanje i embriogeneza
Neposredno prije prijenosa peludnih zrnaca na jajnu stanicu (oprašivanje) neke stanice nucelusa degeneriraju i viskozna otopina se istiskuje kroz otvor (mikropil) sada produženog integumenta. Na vrhu ovojnice formira se kapljica za oprašivanje. Prijenos peludi može biti vjetar ili kukci. kapljica oprašivanja ima vrlo visok sadržaj šećera i privlači insekte. Kako se slatka kapljica oprašivanja suši, zrnca peludi se povlače prema unutra kroz ovojnicu i zaustavljaju se na nucelusu. Peludno zrno klija, a polenova cjevčica ulazi u jajnu stanicu arhegonija. Zrela muška spolna stanica (sperma) spaja se sa zrelom jezgrom jajne stanice, što dovodi do oplodnje. Osam ili više diploidnih jezgri se proizvode i ubrzo postaju okružene stjenkama koje sadrže celulozu. Svaki od ovih mladih embrija može se razviti, iako samo jedan općenito doseže potpuno razvijen stadij u zrelom sjemenu. Sjeme se sastoji od embrija s dva sjemena lista (kotiledona), osovine stabljike i korijena, usađenog u hranjivo tkivo ženskog gametofita. Par zaštitnih brakteola postaje tvrd, a sjeme je također okruženo mesnatim braktejama koje mogu postati boje slonovače, crvene ili narančaste, možda kao prilagodba za širenje životinjama. Čini se da ne postoji stadij odmora ili period mirovanja za sjeme, koje može proklijati odmah nakon raspršivanja.
Strobili Gnetuma su kompaktni ili mogu postati izduženi s uočljivim čvorovima i internodijama. U mikrosporangijatu ili strobilusu koji proizvodi pelud postoje dva spojena brakteja u svakom čvoru koji tvore strukturu u obliku čaše (vratak) koja obuhvaća brojne plodne izdanke. Svaka plodna jedinica sastoji se od dvije brakteole koje okružuju mikrosporofil ili mikrosporangiofor s dva sporangija na vrhu. Na svakom čvoru također može postojati gornji kolut abortivnih ovula.
Megasporangijatni (ovulirani) strobilus također se sastoji od upadljivih čvorova, svaki sa sraštenim parom brakteja koje se nalaze ispod nekoliko ovula. Svaka ovula sastoji se od ovojnice i dvije ovojnice koje se nazivaju ovojnice. Kod Gnetuma, za razliku od Ephedre, oplodnja se događa prije nego što haploidni ženski gametofit postane potpuno staničan. Jezgre postaju okružene membranama. Peludna cijev gura se u ženski gametofit, a muška gameta oplođuje jaje. Nekoliko peludnih cjevčica može ući u ženski gametofit, što dovodi do više od jedne oplodnje, iako se normalno samo jedan embrij razvije do zrelosti. Sjemenke postaju mesnate i često su svijetle boje.
Kod velvičije razgranati sustavi rasplodnih izdanaka nastaju iz meristematskog tkiva na dnu dvaju velikih trajnih listova. U obje vrste strobila iz pazušca se razvijaju parne brakteje i plodni izbojci, kao i u druga dva roda gnetofita. Plodni izdanak mikrostrobilusa ima dva para brakteola, od kojih je unutarnji par spojen, obuhvaćajući šest mikrosporangiofora i sterilni ovul. Kod megastrobilusa plodni izdanak sastoji se od para bazalnih brakteola i para spojenih brakteola koje okružuju ovul.
U vrijeme oprašivanja ovojnica plodne jajne stanice kod ženke se izdužuje i na vrhu se stvara oprašivačka kap. Stanica u jezgri ženskog ovula prolazi mejozu, ali se između četiri haploidne jezgre ne stvaraju stanične stijenke. Četiri jezgre i njihovi derivati prolaze kroz ponovljene mitoze bez formiranja stanične stijenke. Tek kasnije nastaju stanične stijenke oko nekoliko jezgri. Ne stvaraju se arhegonije. Naknadni razvoj ženskog gametofita je bez usporedbe u drugim golosjemenjačama ili u angiospermama.
Neke višejezgrene stanice ženskog gametofita rastu u jezgru jajne stanice u koju migriraju jezgre. Peludne cjevčice, koje rastu prema dolje u jezgri iz muških peludnih zrnaca nakon oprašivanja, susreću se i stapaju s višejezgarnim cjevčicama koje rastu prema gore ženskog gametofita. Formiraju se "oplodne lukovice" unutar kojih se odvija spajanje između muške spolne stanice i jedne jezgre ženskih stanica gametofita. Formira se zigota, a mladi embrij zatim raste prema dolje unutar cjevčice ženskog gametofita prema staničnom ženskom gametofitu.
Kasniji stadiji razvoja embrija odvijaju se unutar tkiva ženskog gametofita. Zrelo, zrelo sjeme sastoji se od dikotilnog embrija ugrađenog u ženski gametofit i okruženog papirnatim spojenim brakteolama, čineći "krilo", koje vjerojatno pomaže u širenju sjemena pomoću vjetra.